# Yves Mirande
Yves Mirande (8 de mayo de 1876 – 17 de marzo de 1957) fue un guionista, director, actor y productor cinematográfico de nacionalidad francesa.
Nacido en Lannion, Francia, falleció en París.

## Filmografía

### Como guionista
| - 1909 : La Tournée des grands ducs - 1909 : Le Petit qui a faim - 1909 : Octave - 1930 : Le Spectre vert - 1930 : Si l'empereur savait ça - 1930 : Olympia - 1931 : Le Père célibataire - 1931 : Papa sans le savoir - 1931 : Révolte dans la prison - 1931 : La Chance - 1932 : Une brune piquante - 1932 : Simone est comme ça - 1932 : Pour vivre heureux - 1932 : La Perle - 1932 : Tu seras Duchesse - 1932 : Tumultes - 1933 : Charlemagne - 1934 : Le Cavalier Lafleur - 1934 : Le Billet de mille - 1934 : Le Roi des Champs-Élysées - 1935 : Quelle drôle de gosse - 1935 : Baccara - 1935 : Princesse Tam Tam - 1936 : Ménilmontant - 1936 : Le Grand Refrain - 1936 : Au son des guitares - 1936 : À nous deux, madame la vie | - 1936 : Train de plaisir - 1936 : Tout va très bien madame la marquise - 1937 : Quatre heures du matin - 1937 : Un carnet de bal - 1938 : La Présidente - 1938 : Café de Paris - 1939 : Sidi-Brahim - 1939 : Circonstances atténuantes - 1940 : Paris-New York - 1940 : Elles étaient douze femmes - 1940 : Moulin Rouge - 1941 : Moulin Rouge - 1941 : L'Acrobate - 1941 : L'Étrange Suzy - 1941 : Ce n'est pas moi - 1942 : La Femme que j'ai le plus aimée - 1942 : Soyez les bienvenus - 1942 : À vos ordres, Madame - 1942 : Le Bienfaiteur - 1942 : Les Petits Riens - 1943 : Des jeunes filles dans la nuit - 1943 : Le Chant de l'exilé - 1945 : Le Mystère Saint-Val - 1949 : La Cage aux filles - 1950 : La Porteuse de pain - 1954 : Les Deux Orphelines - 1954 : C'est la vie parisienne |

### Como director
- 1932 : La Merveilleuse journée
- 1935 : Baccara
- 1936 : Sept hommes, une femme
- 1936 : Messieurs les ronds-de-cuir
- 1936 : À nous deux, madame la vie
- 1938 : Café de Paris
- 1939 : Derrière la façade
- 1940 : Paris-New York
- 1941 : Moulin Rouge

### Como actor
- 1933 : Le Chasseur de chez Maxim's, de Karl Anton
- 1939 : Derrière la façade, de Georges Lacombe y Yves Mirande
- 1942 : Les Petits Riens, de Raymond Leboursier

### Como productor
- 1933 : Je te confie ma femme

## Obra teatral

### Como autor
- 1922 : Simone est comme ça, de Yves Mirande y Alexis Madis, Teatro des Capucines
- 1922 : Pourquoi m'as-tu fait ça ?, de Yves Mirande y Alexis Madis, Gustave Quinson, Teatro des Capucines
- 1925 : Voulez-vous être ma femme ?, de Jacques Richepin, adaptación de Yves Mirande, Teatro de la Renaissance
- 1946 : Ce soir je suis garçon !, de Yves Mirande y André Mouëzy-Éon, escenografía de Jacques Baumer, Teatro Antoine

### Como actor
- 1943 : À la gloire d'Antoine, de Sacha Guitry, Teatro Antoine

### Como escenógrafo
- 1949 : Le Petit, de Tristan Bernard, Teatro Antoine